# 자딘성 (행정 구역)

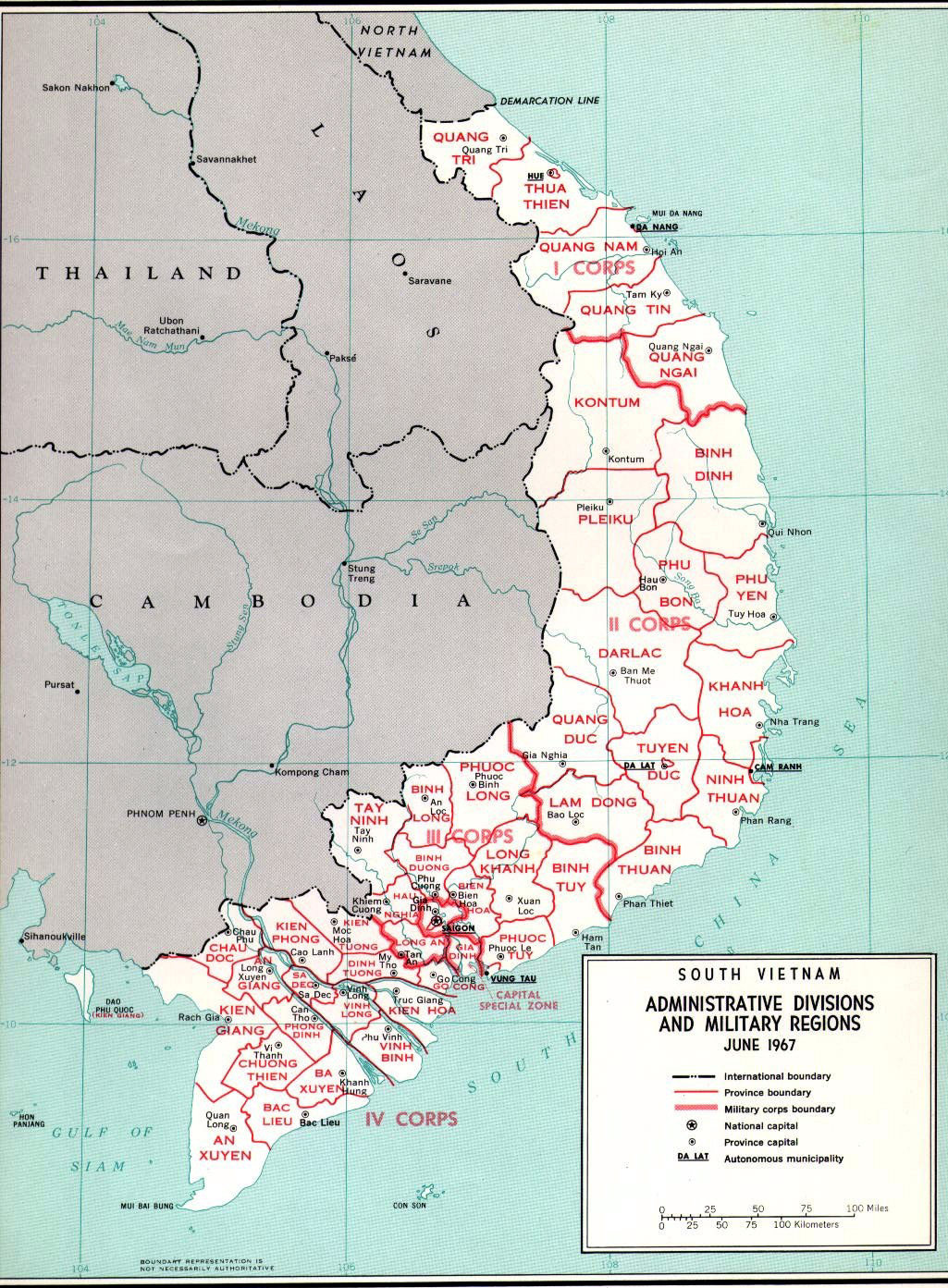
1967년 남베트남의 행정 구역

자딘성(베트남어: Tỉnh Gia Định /한국 한자: 省嘉定)은 사이공(현재의 베트남 호찌민시)을 포위하는 형태로 존재했던 베트남 공화국(남베트남)의 성이다. 한때는 남베트남의 산업의 중심지 중 하나였다.

## 역사
1832년에 설립되었다. 1889년 12월에 4개의 작은 성인 자딘성, 촐롱성, 떤안성, 떠이닌성으로 분할되었다. 1957년에는 고법군, 떤빈군, 혹몬군, 트득군, 나베군, 빈타인군으로 6개의 군으로 구성되어 있었다. 1970년에 쿠안스엔구, 칸조구가 추가되었다.
1976년 2월 비엔호아성, 빈즈엉성, 하우응하성 일부를 합병하여 사이공-자딘 성으로 개명되었다. 1976년 7월 2일에 호찌민시로 개명되었다. 이전 성장 중에는 응우옌반탄(Nguyễn Văn Thành, 阮文誠)도 있었다.